# Château de Digoine (Saint-Martin-de-Commune)
Pour les articles homonymes, voir château de Digoine.
Le château de Digoine est situé sur la commune de Saint-Martin-de-Commune en Saône-et-Loire, entre un étang et le ruisseau de Crissey, entouré de bois.

## Description
La construction comprend deux corps de logis en équerre. L'un, de plan rectangulaire allongé, est flanqué de deux grosses tours carrées et garni à l'angle sud-ouest d'une échauguette de style troubadour. L'autre, relié au premier par une tour polygonale, est de plan presque carré. Ce dernier bâtiment, qui résulte peut-être de l'aménagement au XIXe siècle d'un ancien donjon, est flanqué, sur son angle sud-ouest, d'une tour polygonale et, sur son angle sud-est, d'une tour ronde.
Le château est une propriété privée et ne se visite pas.

## Historique
- 1359 : cette date, figurant sur le manteau d'une cheminée des cuisines, est le seul élément permettant actuellement de situer la construction du château.
- Début du XVe siècle : le château est la propriété des seigneurs de Damas.
- Vers 1548 : la terre appartient aux Malain.
- XVIIe et XVIIIe siècles : René de Loriol et son épouse Livie de Chandieu acquièrent le domaine.
- 1732 : par mariage avec Marie-Nicole de Loriol-Chandieu, fille de Paul de Loriol-Chandieu, comte de Digoine, et petite-fille des précédents, le château passe au marquis Jean Prosper de Falletans.
- Début du XIXe siècle : ruinés, les Falletans vendent le château à un de leurs parents, le comte de Musy (Charles, décédé en 1877, marié en 1823 à Armance Costa de Beauregard), qui va entreprendre d'importantes restaurations : reconstruction des communs, création d'un parc à l’anglaise, construction du pavillon méridional[2].
- XXe siècle : le domaine échoit au petit-fils du précédent, le comte de Prunelé.